# Alessandro Marchetti (ingegnere)

Alessandro Marchetti nel francobollo che celebra il centenario del primo volo in Italia.

Alessandro Marchetti (Cori, 16 giugno 1884 – Sesto Calende, 5 dicembre 1966) è stato un ingegnere aeronautico italiano.

## Biografia

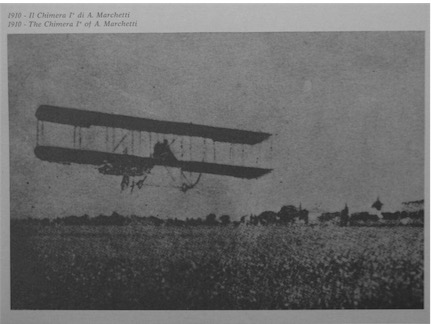
Il Chimera di A. Marchetti 1910

Il padre, Vincenzo era ingegnere e la madre Giulia Canevari, figlia dell'ingegnere Raffaele Canevari, progettista e realizzatore di alcune tra le più significative opere infrastrutturali dell'Italia post-unitaria. 
Gli interessi del Marchetti si incanalarono in un corso di studi funzionali ai propri interessi e, dopo il ginnasio e gli studi classici, si laureò in ingegneria nell'Università di Roma La Sapienza nel 1908. 
Nel 1909 era presente alle dimostrazione di Wilbur Wright all'aeroporto di Roma-Centocelle, dove il neocostituito Club degli Aviatori aveva organizzato voli dimostrativi cui aveva partecipato lo stesso Re. L'evento stimolò ulteriormente la passione del progettista e, finalmente, nel maggio 1911, avendo convinto il padre al finanziamento del progetto, completò la realizzazione del  suo primo velivolo "la Chimera" in "Spruce", legno di abete americano senza nodi, spinto da un motore parzialmente in alluminio di 30 CV e, pertanto, particolarmente leggero. 

### Gli inizi
Marchetti, quindi, iniziò la propria attività di progettista alla Vickers-Terni di La Spezia, attraverso la realizzazione del Marchetti MVT (Marchetti-Vickers-Terni) caccia interamente metallico che nel biennio 1918-19 si aggiudicò vari primati di velocità per aeroplani terrestri raggiungendo la velocità di 278 km/h, 50 km/h oltre i record dei velocissimi SVA del volo su Vienna e degli stessi SPA francesi.
Il 1921 fu un anno di svolta dell'attività infatti, grazie al supporto finanziario del padre, sottoscrisse un accordo per rilevare il controllo della SIAI (società Idrovolanti Alta Italia) Savoia, che da allora, aggiornò la propria ragione sociale in SIAI-Marchetti e poi in Savoia Marchetti (S.M.)

### I brevetti
In quel periodo l'ingegner Marchetti, progettista di idee aperte e innovative, si dedicò alla ideazione e brevettazione di un mezzo (elicottero) a due rotori controrotanti,  coassiali, a quattro pale, con il diametro di 17 metri che trovò la ferma opposizione di esponenti della Regia Marina originando ferventi dispute che si conclusero con una sfida a duello (poi ricomposta) lanciata verso  il Direttore Superiore del Genio e delle Costruzioni Aeronautiche.
Un ulteriore brevetto riguardava più nello specifico "un'elica a reazione eccentrica per incidenza periodicamente dissimmetrica e variabile tra le pale" cioè quello che attualmente  si intende per "passo ciclico" e che, a partire dal 1939 (circa 20 anni dopo il brevetto Marchetti) ha consentito l'odierna diffusione dell'elicottero.

### Le realizzazioni e la Savoia Marchetti

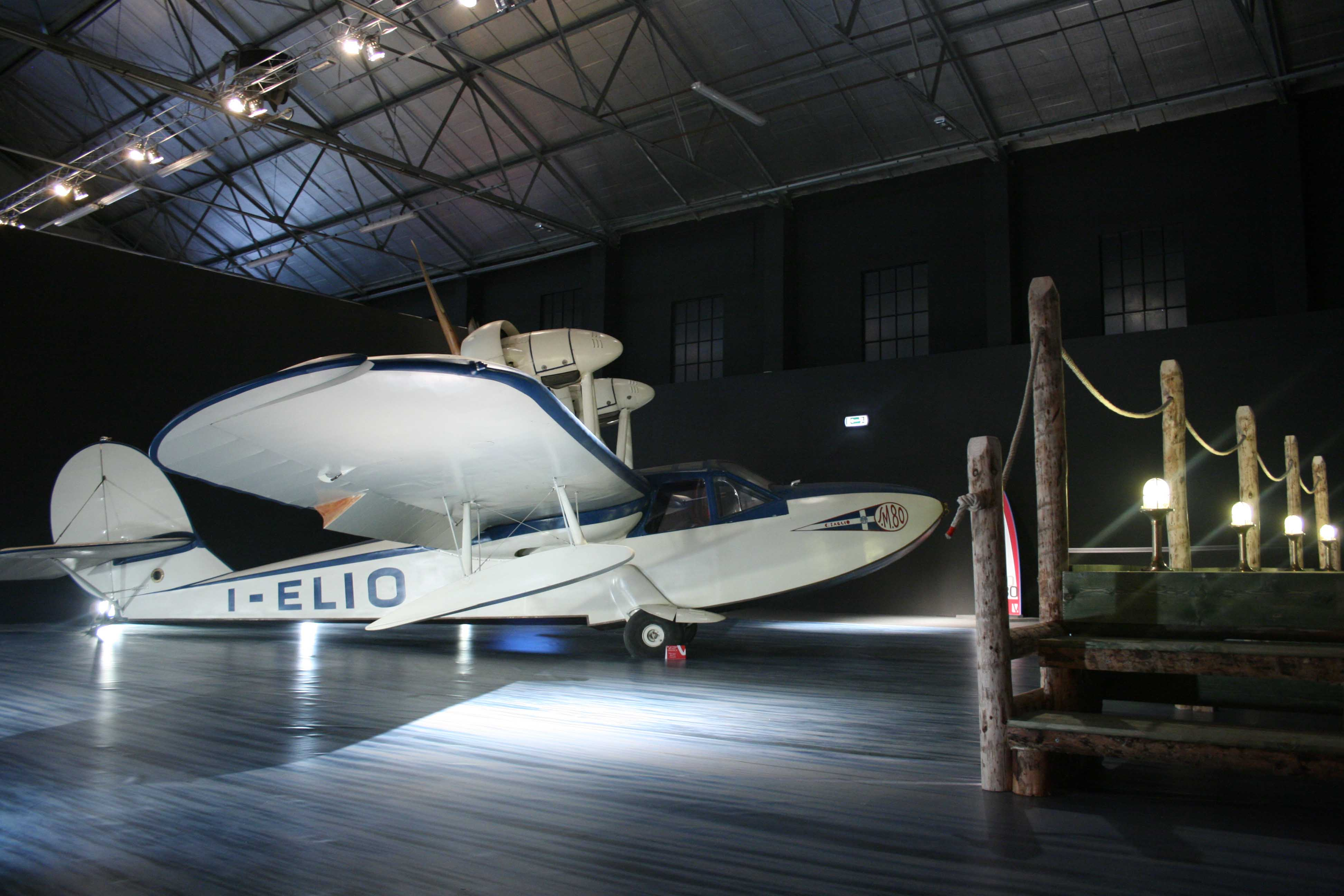
Savoia-Marchetti S.80 bis esposto parco-museo di Volandia.

Dal 1922 iniziò la produzione di modelli all'avanguardia nella tecnica aeronautica che ben presto acquisirono fama mondiale, come l'A16 con cui Francesco De Pinedo volò per 370 ore sorvolando tre continenti percorrendo 55.000 km da Sesto Calende, sede della SM (Savoia Marchetti) a Melbourne, Tokyo e, infine, Roma. Furono più di 60 velivoli da lui progettati, buona parte in ampia serie, tra i quali i Savoia-Marchetti S.M.79, S.M.81, S.M.82 e S.M.84, usati dalla Regia Aeronautica durante la seconda guerra mondiale, ma anche l'idrovolante bimotore Savoia-Marchetti S.55 X, con cui fu possibile eseguire le trasvolate atlantiche di Italo Balbo, grazie ad un motore Asso 750. 
Particolarmente grazie anche all'innovatività progettuale di Marchetti ed alla significativa organizzazione produttiva della Savoia Marchetti,  che in quegli anni occupava oltre 5.000 dipendenti, l'Italia negli anni '30 era leader ed all'avanguardia anche rispetto agli apparati industriali francesi, statunitensi e tedeschi della aeronautica e detentrice di numerosi primati mondiali di velocità, di distanza e velocità di decollo. Allo stesso tempo l'affidabilità degli aerei era rappresentata dall'enorme successo, oltre che di pubblico, tecnologico delle crociere e trasvolate intercontinentali rappresentato dall'efficiente rientro alle basi delle formazioni di decine di aeromobili nei vari continenti.
Oltre che nell'utilizzo innovativo dei metalli leggeri, a partire dal MVT del 1917, Marchetti, quale capitano di industria operante nel mercato mondiale, conscio della strategicità degli approvvigionamenti e della continuità nella produzione, fu uno specialista nell'uso dei materiali non strategici, quei materiali cioè di cui l'Italia poteva approvvigionarsi senza ricorrere a importazioni esterne come nel caso dei metalli. I suoi velivoli vennero progettati con un sapiente uso di compensati e legni di vari tipi accoppiati a seconda delle caratteristiche di elasticità o rigidità che si volevano ottenere. L'uso di strutture metalliche era strettamente relegato a soli fini strutturali e mai intensivo. Solo negli ultimi velivoli S.M. si passò a costruzioni via via interamente metalliche, come nell'SM.133 e nel SM.10X progetti mai completati.
L'ingegnere Alessandro Marchetti riposa a Cori, nella cappella Caucci Molara.